# Frank-Walter Steinmeier

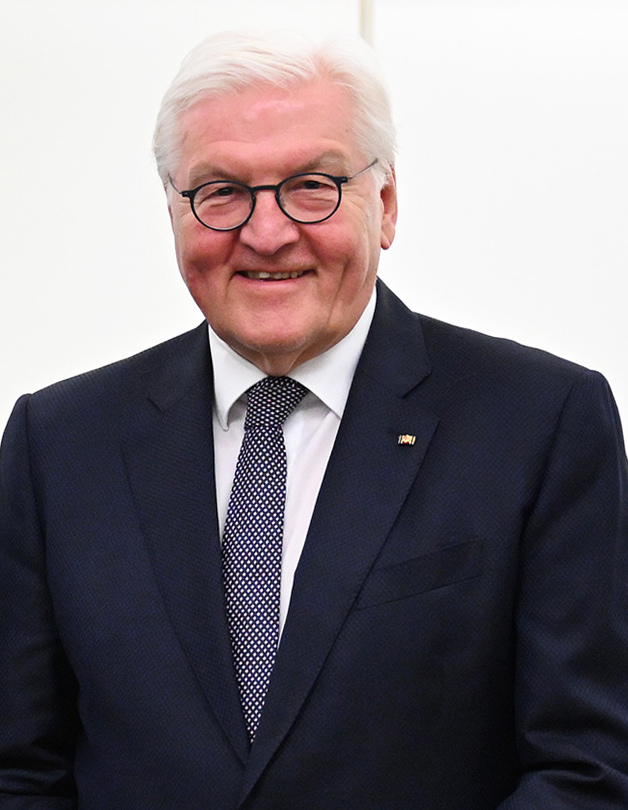
Frank-Walter Steinmeier (2025)

Frank-Walter Steinmeier (* 5. Januar 1956 in Detmold) ist ein deutscher Politiker (SPD, seit 2017 ruhend). Er ist nach seiner Wahl im Februar 2017 seit dem 19. März 2017 der zwölfte Bundespräsident der Bundesrepublik Deutschland. Am 13. Februar 2022 wurde er für eine zweite Amtszeit wiedergewählt, die mit dem 18. März 2027 endet.
In den Jahren 1999 bis 2005 war Steinmeier Chef des Bundeskanzleramtes unter Gerhard Schröder, von 2005 bis 2009 (Kabinett Merkel I) Außenminister und ab 2007 auch Vizekanzler der Bundesrepublik. Seine zweite Amtszeit als Außenminister dauerte von 2013 bis 2017 (Kabinett Merkel III). Nach der Niederlage als Kanzlerkandidat der SPD bei der Bundestagswahl 2009 war er von 2009 bis 2013 Vorsitzender der SPD-Bundestagsfraktion und damit auch Oppositionsführer.

## Herkunft und Studium
Frank-Walter Steinmeier wurde 1956 als Sohn des Tischlers Walter Steinmeier (1928–2012) und dessen Ehefrau Ursula Steinmeier, geb. Broy (* 1929), einer aus Breslau stammenden heimatvertriebenen Fabrikarbeiterin, geboren. Er wuchs in Brakelsiek (Kreis Lippe, Nordrhein-Westfalen) auf, das heute zur Stadt Schieder-Schwalenberg gehört. Die Vorfahren des Vaters waren seit Generationen als Landwirte in Lippe tätig. Noch der Großvater musste jedoch bis in die 1930er-Jahre als Lippischer Ziegler die Familie jährlich verlassen, um als Saisonarbeiter Geld hinzuzuverdienen.
Nach dem Abitur 1974 am Neusprachlichen Gymnasium in Blomberg leistete Frank-Walter Steinmeier zwei Jahre Wehrdienst bei der Luftwaffe in Goslar und begann 1976 ein Studium der Rechtswissenschaft und ab 1980 der Politikwissenschaft an der Justus-Liebig-Universität Gießen, wo er in dieser Zeit als Mitglied der Juso-Hochschulgruppe Finanzreferent im AStA war und dem Senat der Universität angehörte. Sein Studium finanzierte er sich durch Bafög, ein Stipendium der Friedrich-Ebert-Stiftung und Studentenjobs. Unter anderem baute er in einer Möbelfabrik Barfächer in Nussbaumschränke ein.
Während seiner Studienzeit gehörte er gemeinsam mit Brigitte Zypries zur Redaktion der linken Quartalszeitschrift Demokratie und Recht (DuR), die unter Beobachtung des Verfassungsschutzes stand. Die Zeitschrift erschien im Pahl-Rugenstein Verlag, von dem sich später herausstellte, dass er von der DDR mitfinanziert wurde.
Steinmeier bestand 1982 das erste und 1986 das zweite juristische Staatsexamen. Anschließend war er als wissenschaftlicher Mitarbeiter am Lehrstuhl für Öffentliches Recht und Politikwissenschaft an der Universität Gießen tätig. 1991 wurde er dort zum Dr. jur. promoviert (Thema seiner Doktorarbeit: Tradition und Perspektiven staatlicher Intervention zur Verhinderung und Beseitigung von Obdachlosigkeit).
Im Jahr 1991 trat er unter dem niedersächsischen Ministerpräsidenten Gerhard Schröder einen Posten als Referent für Medienrecht und Medienpolitik in der Niedersächsischen Staatskanzlei an. 1993 betraute Schröder, der bis 1998 Ministerpräsident blieb, Steinmeier mit der Leitung seines Büros. 1994 stieg Steinmeier zum Leiter der Abteilung für Richtlinien der Politik, Ressortkoordinierung und ‑planung auf.

## Privates

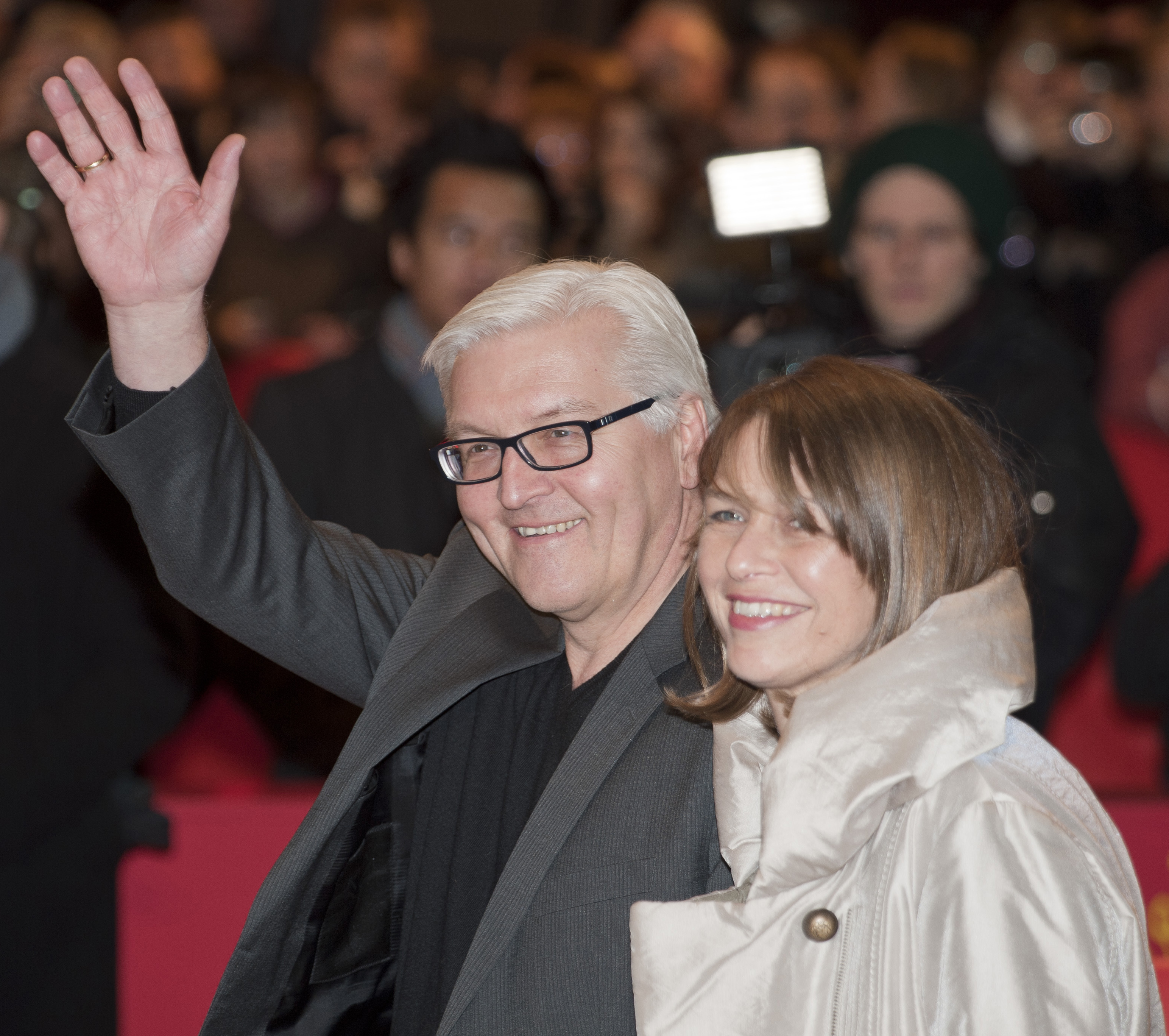
Steinmeier mit seiner Ehefrau Elke Büdenbender auf der Berlinale 2011

Steinmeier ist seit dem 27. Dezember 1995 mit der Verwaltungsrichterin Elke Büdenbender verheiratet, die er seit dem gemeinsamen Jurastudium kennt. Sie haben eine Tochter (* 1996). Er ist evangelisch-reformierter Christ und gehört der Evangelisch-reformierten Kirchengemeinde Berlin innerhalb der Evangelischen Landeskirche Berlin-Brandenburg-schlesische Oberlausitz an. Er wohnt in Berlin-Zehlendorf. Seit 2008 besitzt er in seinem damaligen Wahlkreis einen Zweitwohnsitz in Saaringen, einem kleinen, zu Brandenburg an der Havel gehörenden Dorf.
Am 23. August 2010 kündigte er an, sich wegen einer Erkrankung seiner Ehefrau für einige Wochen aus der Politik zurückzuziehen. Am folgenden Tag wurde ihm eine Niere entnommen und seiner Frau transplantiert. Er selbst benötigte bereits 1980 in Folge eines Hornhautulcus eine Hornhauttransplantation, um nicht auf beiden Augen zu erblinden.
In seiner Jugendzeit spielte Steinmeier Fußball beim TuS 08 Brakelsiek, wo er den Spitznamen „Prickel“ erhielt. Er ist Anhänger des FC Schalke 04. An die Zeit in Brakelsiek erinnerte Steinmeier als Bundespräsident in seiner Festrede zum Thema „1200 Jahre Corvey“ am 25. September 2022. Mit Corvey habe er sich schon als Jugendlicher auch deshalb verbunden gefühlt, weil es nur wenige Kilometer (etwa 20 km) von seinem Heimatort entfernt sei.

## Politik

### Öffentliche Ämter

#### Erste Jahre (1993–1999)
Von 1993 bis 1994 war Steinmeier Leiter des persönlichen Büros des niedersächsischen Ministerpräsidenten, danach Ressortkoordinator. 1996 wurde er zum Staatssekretär und Leiter der niedersächsischen Staatskanzlei ernannt. Im Anschluss an die Wahl von Gerhard Schröder zum Bundeskanzler im Jahr 1998 folgte ihm Steinmeier nach Bonn. Im November 1998 berief ihn Gerhard Schröder zum Staatssekretär im Bundeskanzleramt und Beauftragten für die Nachrichtendienste des Bundes.

#### Als Chef des Bundeskanzleramtes (1999–2005)
Nach dem Rücktritt des Kanzleramtsministers Bodo Hombach wurde Steinmeier am 7. Juli 1999 Chef des Bundeskanzleramtes. Auf eine gleichzeitige Ernennung zum Bundesminister für besondere Aufgaben verzichtete man. Steinmeier war auch hier ein enger politischer Vertrauter Schröders. Er wirkte meist als Manager und Machtmakler im Hintergrund. So schrieb er Strategiepapiere der SPD wie:
- Reform des Renten- und Gesundheitssystems im Dezember 2002
- Agenda 2010 (Mitarbeit bei der Konzeption)

Er gehörte dem Steuerungskreis zur Umsetzung der Hartz-Reformen an und war an der Vorziehung der Steuerreform 2003 beteiligt.
In seiner Funktion als Kanzleramtschef saß Steinmeier dem sogenannten „Steinmeier-Kreis“ vor, dem Schröders Büroleiterin Sigrid Krampitz, Wirtschaftsminister Wolfgang Clement, Regierungssprecher Béla Anda, Thomas Steg, der Planungschef Henry Cordes und der Kommunikationsberater des Kanzlers Reinhard Hesse angehörten. Hier wurden unter Steinmeiers maßgeblicher Mitwirkung politische Lagebeurteilungen sowie politische Reaktionsmuster und Strategieentwürfe für die Regierung Schröder erarbeitet.

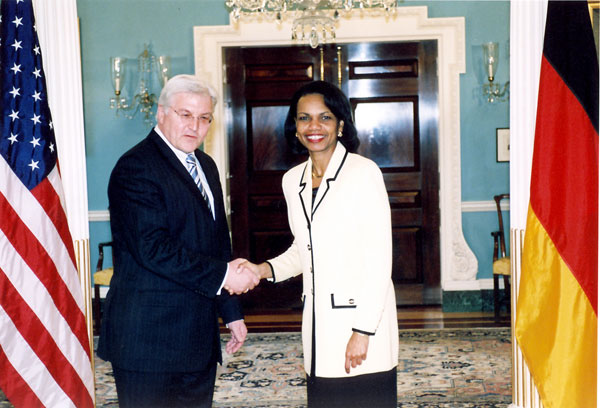
2006 mit Condoleezza Rice

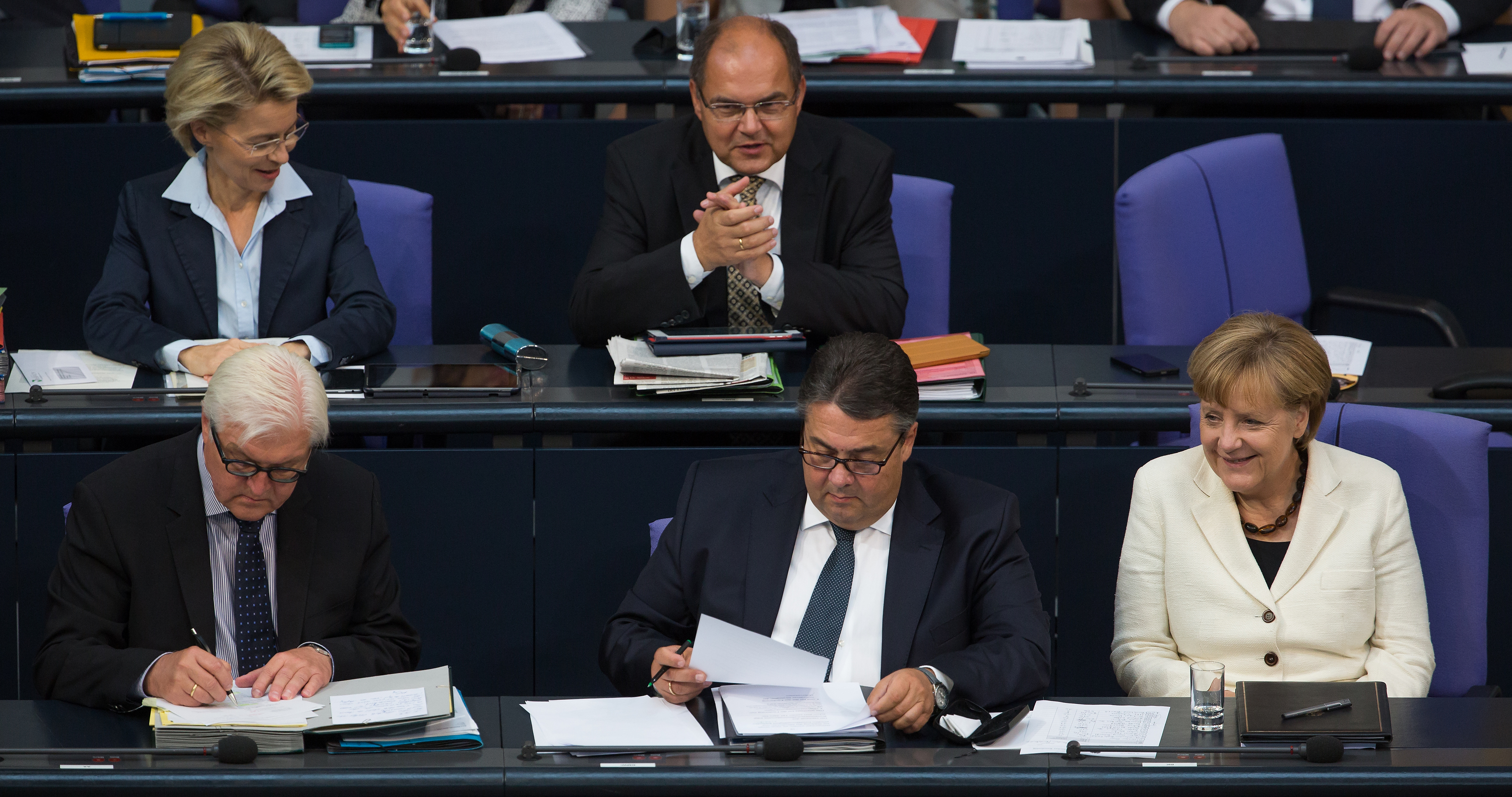
Frank-Walter Steinmeier auf der Bank der Bundesregierung im Deutschen Bundestag links neben Sigmar Gabriel und Angela Merkel, im Hintergrund Ursula von der Leyen und Christian Schmidt, 2014

Unter Schröder war Steinmeier für die Koordinierung der deutschen Nachrichtendienste zuständig.
Nach den Terroranschlägen am 11. September 2001 war er im Krisenstab mit Kanzler, Außen-, Innen- und Verteidigungsminister eingebunden. Steinmeier leitete lange Jahre die sogenannte Staatssekretärsrunde, in der die Themen des Bundeskabinetts besprochen wurden. In der Staatssekretärsrunde für Europafragen gab er als Kanzleramtschef oft den entscheidenden Ausschlag in der Abstimmung zwischen konkurrierenden Ressorts.
2003 unterstützte er Schröder bei der Entscheidung, eine Koalition mit Russland und Frankreich gegen den von den USA geführten Irakkrieg anzustreben. Gleichzeitig ist bis heute die Rolle von Steinmeier und dem ihm unterstellten BND im Irakkrieg umstritten.
Im Jahr 2004 nahm Steinmeier an diplomatischen Verhandlungen mit Libyen teil, um Entschädigungszahlungen für die Opfer des Bombenanschlags auf die Diskothek La Belle in Berlin 1986 zu vereinbaren.
Eine große Kontroverse während Steinmeiers Amtszeit war die Inhaftierung des deutschstämmigen Türken Murat Kurnaz in Guantánamo Bay von 2002 bis August 2006.

#### Kabinett Merkel I (2005–2009)
Am 22. November 2005 wurde Steinmeier innerhalb der Großen Koalition von Union und SPD als Bundesminister des Auswärtigen in das von Bundeskanzlerin Angela Merkel geführte Kabinett berufen. Für die Öffentlichkeit kam Steinmeiers Ernennung überraschend, weil er vorwiegend als Vertrauter Schröders bekannt war. Seine Ernennung zum Außenminister löste in Fachkreisen vorwiegend positive Reaktionen aus, so auch seitens Hans-Dietrich Genschers.
Nach seinem Amtsantritt leitete Steinmeier die Vorbereitungen für die Übernahme der rotierenden Ratspräsidentschaft der Europäischen Union, die er im ersten Halbjahr 2007 übernahm. Nach dem Rücktritt Franz Münteferings übernahm Steinmeier am 21. November 2007 zusätzlich die Funktion des Vizekanzlers.
Während seiner Amtszeit galt Steinmeier als ein Mann, der gut mit Angela Merkel zusammenarbeitete, aber außenpolitisch oft eine andere Position vertrat: Im Großen und Ganzen überließ er es Merkel, den Takt in der Außenpolitik vorzugeben, und arbeitete mit ihr in einer Reihe von außenpolitischen Fragen harmonisch zusammen, von der Konfrontation mit dem Iran wegen des Atomprogramms bis hin zur Aushandlung verbindlicher Ziele zur Bekämpfung des Klimawandels. Anders als Angela Merkel vertrat Steinmeier 2009 die Auffassung, dass Deutschland bis 2013 die Voraussetzungen für den Abzug seiner Truppen aus Afghanistan schaffen sollte, ein Einsatz, den zu diesem Zeitpunkt rund zwei Drittel der Deutschen ablehnten. Im Gegensatz zu Merkel befürwortete er auch den Beitritt der Türkei zur Europäischen Union.
Steinmeier wurde außerdem für seine eher russlandfreundliche Haltung bekannt. Er setzte sich vehement für eine Zusammenarbeit mit der zunehmend selbstbewussten Macht im Osten ein, anstatt sie zu isolieren. Er formulierte eine Politik gegenüber Russland, die bewusst an die neue Ostpolitik erinnert, welche von Bundeskanzler Willy Brandt Anfang der 1970er Jahre eingeführt wurde. Gemeinsam mit Gernot Erler, dem führenden Russlandexperten der SPD und stellvertretenden Außenminister, initiierte Steinmeier die sogenannte Modernisierungspartnerschaft mit Russland (2008 angekündigt), die 2010 zur offiziellen EU-Politik wurde.
Nach den öffentlichkeitswirksamen Morden an den russischen Oppositionellen Anna Politkowskaja und Alexander Litwinenko wurde Steinmeier 2007 bei einer Anhörung im Europaparlament von Gesetzgebern zu seiner Haltung gegenüber Russland befragt. Dazu meinte er: „Es gibt einen gewissen Trend zur Hysterie in den Medien, und man muss wieder Vernunft in die Debatte bringen.“ Im Mai 2008 war er der erste ausländische Politiker, der Gespräche mit Präsident Dmitri Medwedew und Premierminister Wladimir Putin führte, nachdem diese nach den Präsidentschaftswahlen 2008 ihre neuen Ämter angetreten hatten.
2007 war die US-Regierung Berichten zufolge zutiefst über Steinmeier irritiert, auch wenn sie öffentlich schwieg. Steinmeier unterstützte die russischen Vorwürfe, dass die unter anderem in Polen geplante National Missile Defense (NMD) das strategische Gleichgewicht in Europa stören würde. Als der russische General Nikolai Solowzow mit Vergeltungsmaßnahmen gegen Polen und die Tschechische Republik drohte, falls diese die NMD aufstellten, ließ Steinmeier dies unwidersprochen. Nach dem Machtwechsel 2009 kommentierte Oleg Petrowitsch Orlow, Leiter der Menschenrechtsgruppe Memorial, Steinmeier habe Schröders Russlandpolitik fortgesetzt und die deutsche Politik sei „extrem schlecht für die Zivilgesellschaft, die Demokratie und das Land insgesamt“.
Während seiner Amtszeit gelang es Steinmeier, mehrere deutsche Geiseln aus dem Irak und dem Jemen zu befreien. 2007 gelang es ihm außerdem, die Freilassung eines deutschen Staatsbürgers zu erwirken, der im Iran inhaftiert war, weil er bei einem Angelausflug illegal in iranische Gewässer gelangt war.
Nach der Bundestagswahl 2009 wurde die Große Koalition durch eine CDU/CSU-FDP-Koalition abgelöst, wodurch Steinmeier am 27. Oktober 2009 aus dem Ministeramt ausschied.

#### Oppositionsführer (2009–2013)
Nach der Wahlniederlage der SPD 2009 wurde Steinmeier zum Nachfolger Peter Strucks als Vorsitzender der SPD-Bundestagsfraktion und damit zum Oppositionsführer gewählt.
Während seiner Zeit als Oppositionsführer im Bundestag warf Steinmeier der Regierung Merkel regelmäßig vor, die Staatsverschuldung zu erhöhen und die Reichen zu bevorzugen. 2011 argumentierte Steinmeier, dass Merkels Entscheidung, ihren Wirtschaftsberater Jens Weidmann zum nächsten Bundesbankchef zu ernennen, die politische Unabhängigkeit und das öffentliche Vertrauen in die deutsche Zentralbank untergrabe.

#### Kabinett Merkel III (2013–2017)
In der erneuten Großen Koalition von Union und SPD nach der Bundestagswahl 2013 wurde Steinmeier am 17. Dezember 2013 im dritten Kabinett Merkel wieder Außenminister.
Nach seinem Amtsantritt leitete Steinmeier eine ehrgeizige Überprüfung der deutschen Außenpolitik ein, zu der er bundesweit Sitzungen abhielt und an der mehr als 12.000 Personen teilnahmen, die im Ministerium oder im Ausland tätig sind.
Angesichts der Kritik aus den USA blieb Steinmeier standhaft bei der deutschen Haltung im Ukraine-Konflikt, wo er zwischen der Unterstützung europäischer Wirtschaftssanktionen gegen Russland und der Offenhaltung der Tür für eine wiederbelebte Partnerschaft abwog. Im Mai 2014 schlug er eine stärkere Vermittlerrolle für die OSZE vor, einschließlich der Einberufung lokaler „Runder Tische“ in der Ukraine zur Entschärfung von Konflikten. Auch nach der völkerrechtswidrigen Annexion der Krim 2014 durch Russland hielt Steinmeier am Petersburger Dialog fest. Zwischen 2015 und 2016 richtete er eine Reihe von Treffen im Normandie-Format in Berlin aus, um über eine Lösung der Situation im Osten der Ukraine zu verhandeln. Während der Minsk-II-Gespräche über einen Waffenstillstand für die Ostukraine Anfang 2015 verhandelte er erfolgreich mit dem russischen Präsidenten Putin darüber, dass deutsche Ärzte die ukrainische Militärpilotin Nadija Sawtschenko besuchen durften, die sich damals seit mehr als zwei Monaten in einem russischen Gefängnis im Hungerstreik befand. Steinmeier hatte in der Vergangenheit wiederholt Waffenlieferungen zur Lösung des jahrelangen Konflikts ausgeschlossen und auch den USA von Waffenlieferungen vehement abgeraten. Auch 2016 warnte Steinmeier aufgrund von NATO-Militärmanövern und geplanten Truppenstationierungen in Osteuropa vor einem Abschreckungskurs gegenüber Russland und forderte stattdessen mehr Dialog und Kooperation mit Russland: „Was wir jetzt nicht tun sollten, ist durch lautes Säbelrasseln und Kriegsgeheul die Lage weiter anzuheizen“, sagte er der Bild am Sonntag.
Im Jahr 2015 war Steinmeier Gastgeber eines Treffens zwischen den Delegationen der beiden rivalisierenden libyschen Regierungen, die um die Kontrolle über das Land kämpften, und dem Sonderbeauftragten der Vereinten Nationen, Bernardino León, um einen von den Vereinten Nationen geförderten Vorschlag für einen Frieden und eine Teilung der Macht zu erörtern, obwohl einige der Parteien gespalten waren.
Später war Steinmeier maßgeblich an der Einberufung der Internationalen Syrien-Unterstützungsgruppe (ISSG) und den Syrien-Friedensgesprächen in Wien im Oktober 2015 beteiligt, an denen Saudi-Arabien, dessen wichtigster regionaler Rivale, der Iran, sowie Russland, die Vereinigten Staaten und andere westliche Mächte und regionale Akteure, darunter die Türkei und der Irak, teilnahmen.
Steinmeier trat am 27. Januar 2017 vom Amt als Außenminister zurück; sein Nachfolger wurde Sigmar Gabriel.

#### Bundespräsident (seit 2017)

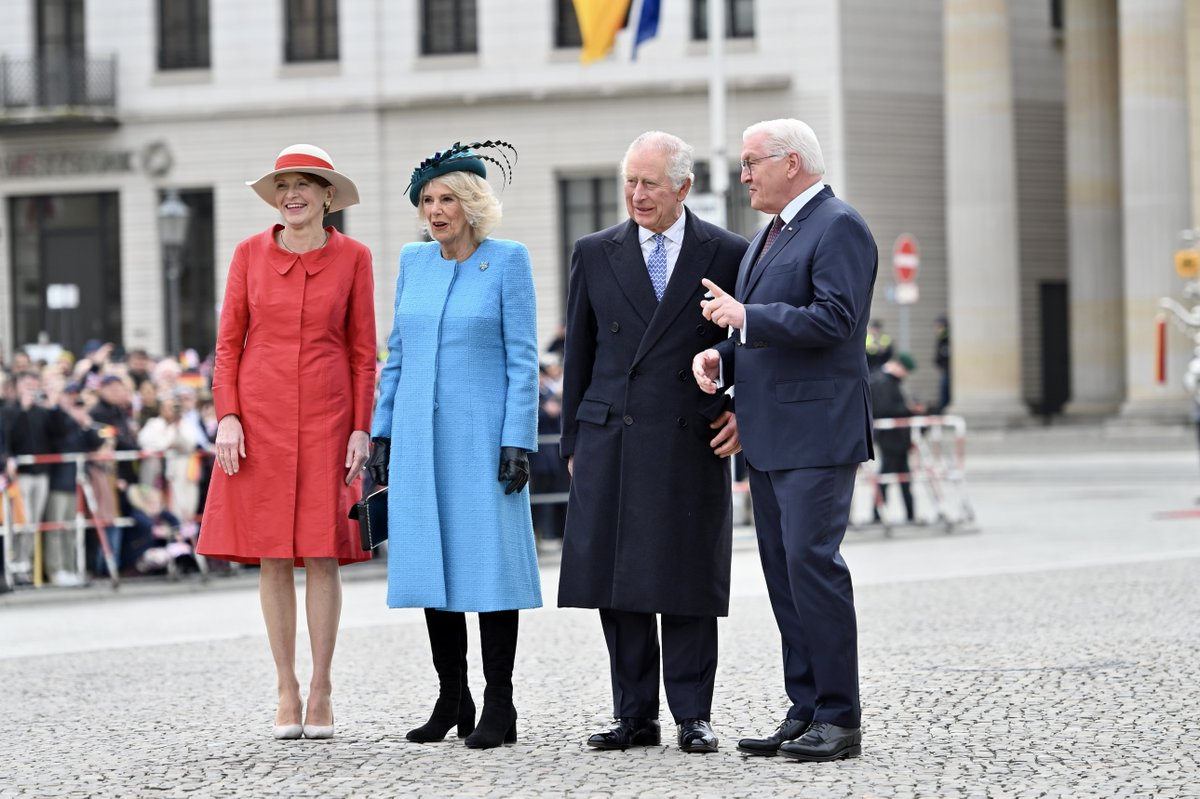
Bundespräsident Steinmeier und Elke Büdenbender beim Empfang von König Charles III. und Königin Camilla am 29. März 2023 auf dem Pariser Platz

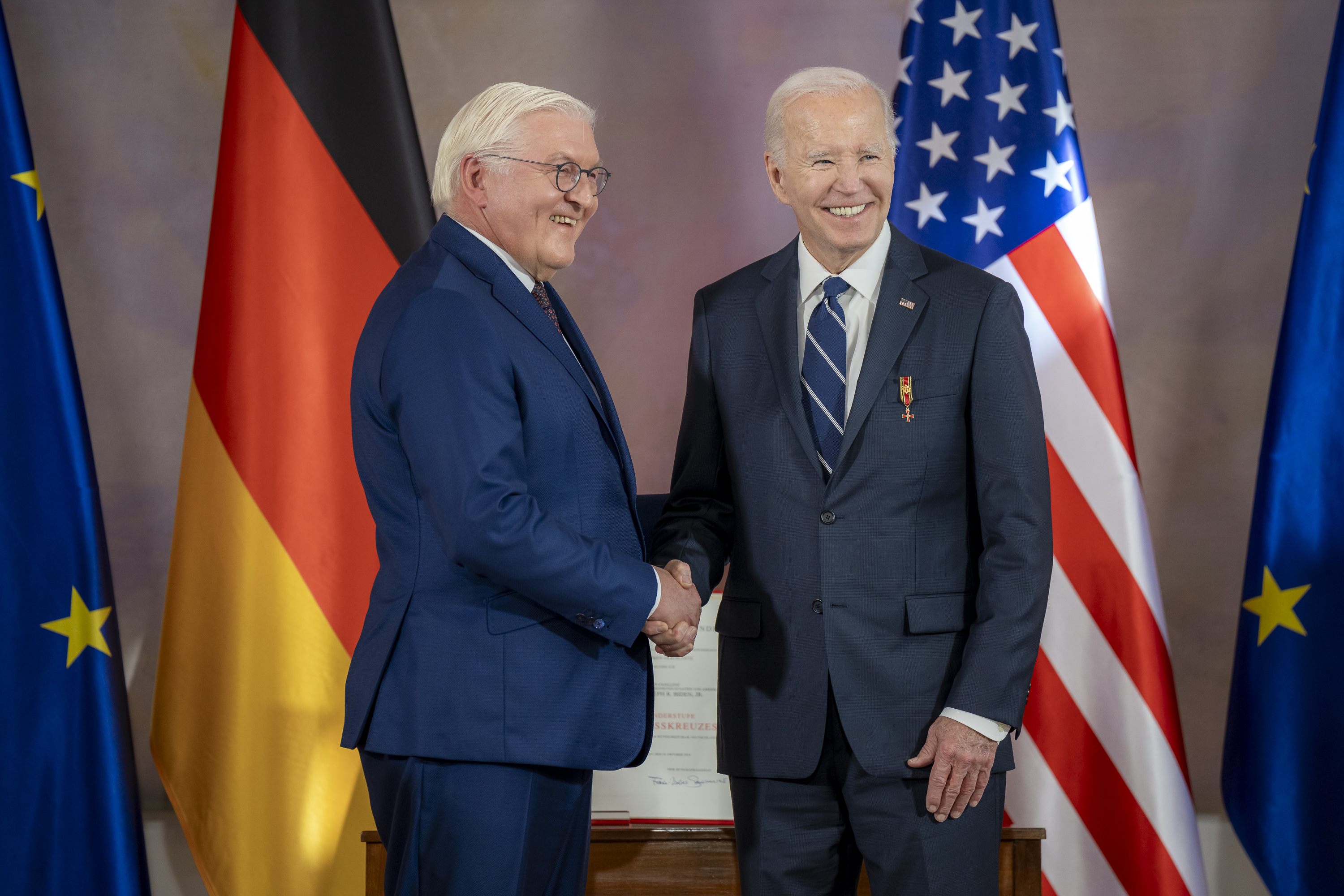
Bundespräsident Steinmeier bei der Verleihung des Bundesverdienstkreuzes an US-Präsident Joe Biden am 18. Oktober 2024 im Schloss Bellevue

Steinmeier wurde am 12. Februar 2017 im ersten Wahlgang mit 931 von 1239 gültigen Stimmen der 1260 Mitglieder der Bundesversammlung zum 12. Bundespräsidenten der Bundesrepublik Deutschland gewählt. Seine Amtszeit begann am 19. März 2017. Am 22. März 2017 wurde er im Rahmen einer gemeinsamen Sitzung von Bundestag und Bundesrat vereidigt.
Nach der Bundestagswahl 2017 gelang es Steinmeier, die SPD trotz gegenteiliger Festlegung der Parteiführung zu einem erneuten Eintritt in eine große Koalition zu bewegen.
Er ist Mitglied im Präsidium der Deutschen Gesellschaft für die Vereinten Nationen.
Am 8. Dezember 2021, zwei Monate nach der Bundestagswahl 2021, ernannte er Olaf Scholz (SPD) zum Bundeskanzler und auch am selben Tag dessen Kabinett.
Am 28. Mai 2021 kündigte Steinmeier an, für eine zweite Amtszeit zu kandidieren. Am 13. Februar 2022 wurde er im ersten Wahlgang mit 1045 von 1425 gültigen Stimmen der 1472 Mitglieder der Bundesversammlung wiedergewählt. Die zweite Amtszeit begann mit dem 19. März 2022 und endet mit dem 18. März 2027. Steinmeier berief zur Nachfolgerin von Stephan Steinlein als neue Leiterin des Bundespräsidialamts seine ebenfalls langjährige Mitarbeiterin Dörte Dinger – die erste Frau an der Spitze dieser Behörde.
In seiner Zeit als Bundespräsident schrieb Steinmeier mit dem Buch Wir ein über 100-seitiges Essay, in dem er das Deutschland der Gegenwart und den gemeinsamen Nenner der deutschen Staatsbürger zu beschreiben versucht.

##### Schirmherrschaften
Mit seinem Amtsantritt als Bundespräsident übernahm Frank-Walter Steinmeier die Schirmherrschaft über die Deutsche Gesellschaft zur Rettung Schiffbrüchiger, die der jeweils amtierende Bundespräsident seit 1950 innehat.
Als Schirmherr von Jugend gegen AIDS unterstützt Frank-Walter Steinmeier ein von Jugendlichen initiiertes und geführtes Projekt, welches Aufklärungs- und Präventionsarbeit auf Augenhöhe betreibt.
Unter der Schirmherrschaft Steinmeiers stehen auch seit April 2017 das Deutsche Jugendherbergswerk, seit Mai 2017 die Deutsche Stiftung Denkmalschutz und die Deutsche Lebens-Rettungs-Gesellschaft und seit Juni 2017 der Volksbund Deutsche Kriegsgräberfürsorge. Ebenfalls seit 2017 ist Frank-Walter Steinmeier gemeinsam mit dem rumänischen Staatspräsidenten Schirmherr der Stiftung Kirchenburgen.
Für die Special Olympics World Summer Games 2023, die vom 17. bis zum 25. Juni in Berlin stattfanden, hatte Steinmeier die Schirmherrschaft übernommen.

### Partei
Steinmeier trat als Schüler den Jungsozialisten bei. Seit November 1975 ist er SPD-Mitglied. Er übernahm in seiner Zeit als Referent und auch als Chef des Bundeskanzleramts weder Parteifunktionen noch Parlamentsmandate.
Auf dem SPD-Parteitag Ende Oktober 2007 in Hamburg (33. SPD-Parteitag) wurde er mit 85,5 Prozent zu einem der drei stellvertretenden Vorsitzenden gewählt. In dieser Funktion war er im September und Oktober 2008 nach dem Rücktritt von Kurt Beck bis zum Sonderparteitag zur Wahl des neuen Vorsitzenden Franz Müntefering kommissarisch SPD-Vorsitzender.

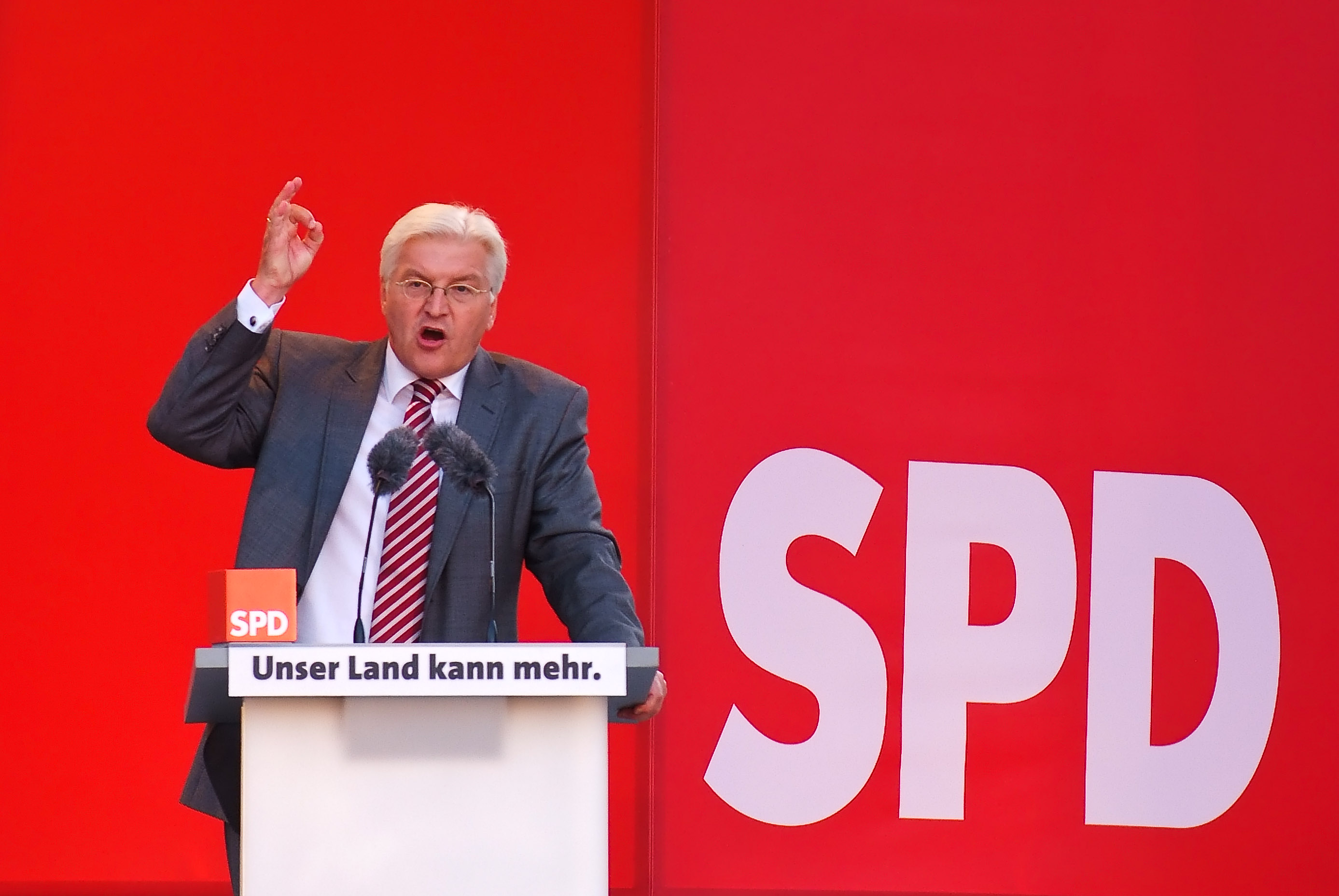
Am 2. September 2009, im Bundestagswahlkampf in Kiel

Am 7. September 2008 beschloss das SPD-Präsidium, Steinmeier als Kanzlerkandidaten für die Bundestagswahl 2009 vorzuschlagen. Er wurde am 18. Oktober 2008 auf einem Sonderparteitag in Berlin gewählt und erhielt 95,13 Prozent der gültigen Stimmen.
Für die Bundestagswahl 2009 strebte Steinmeier auch ein eigenes Bundestagsmandat an. Er trat im Bundestagswahlkreis Brandenburg an der Havel – Potsdam-Mittelmark I – Havelland III – Teltow-Fläming I an, weswegen er Mitglied im SPD-Ortsverein Kirchmöser wurde. Dieser Wahlkreis galt als relativ sicher für die SPD und Steinmeier erhielt 32,8 % der Stimmen, vor Diana Golze (Die Linke, 28,5 %) und Andrea Astrid Voßhoff (CDU, 24,6 %).
Bei der Bundestagswahl erhielt die SPD 23,0 Prozent der Zweitstimmen; Angela Merkel formierte eine schwarz-gelbe Koalition und blieb Kanzlerin. Zwei Tage später ließ Steinmeier sich mit 126 von 146 Stimmen der SPD-Abgeordneten zum Fraktionsvorsitzenden der SPD-Bundestagsfraktion wählen und nahm damit die inoffizielle Rolle des Oppositionsführers im Bundestag ein. Mit der erneuten Übernahme des Bundesaußenministeriums trat er dieses innerparteiliche Amt 2013 an Thomas Oppermann ab.
Steinmeier gehörte in seiner Zeit als Bundestagsabgeordneter der innerparteilichen Organisation Seeheimer Kreis an, die in der politischen Berichterstattung als rechts oder auch konservativ wahrgenommen wird.
Seit der Wahl zum Bundespräsidenten im Jahr 2017 ruht entsprechend der Staatspraxis seine Parteimitgliedschaft aufgrund der Überparteilichkeit des Amtes.

## Politische Positionen

### Europapolitik

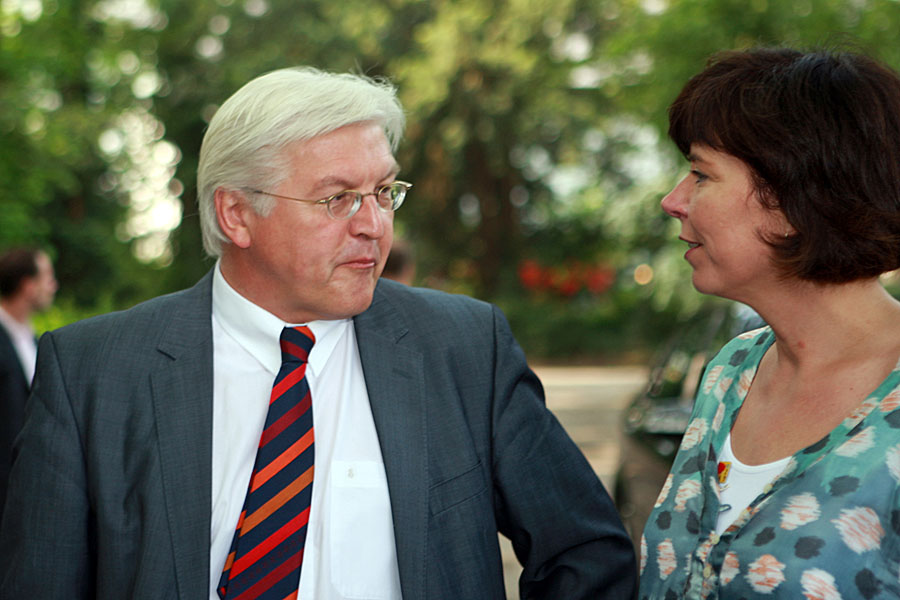
Frank-Walter Steinmeier 2009 im Gespräch mit MdEP Jutta Steinruck

Im Juli 2011 plädierte Steinmeier für die Einführung des Postens eines europäischen Finanzministers.
2006 setzte er sich während der EU-Ratspräsidentschaft für eine Lockerung der EU-Sanktionen gegen Usbekistan ein, die anlässlich des Massakers von Andijon im Vorjahr verhängt worden waren. Die Sanktionen wurden danach ebenso wie das Waffenembargo aufgehoben, obwohl Usbekistan bis zu diesem Zeitpunkt keine unabhängige internationale Untersuchung zugelassen hatte. Auch waren zu diesem Zeitpunkt internationale Organisationen des Landes verwiesen.

### Wirtschafts- und Sozialpolitik
Steinmeier gilt als Architekt der Agenda-2010-Gesetze des ehemaligen Bundeskanzlers Gerhard Schröder. Er ist gemeinsam mit 52 anderen, darunter Matthias Platzeck, Peer Steinbrück, Sigmar Gabriel, Hubertus Heil und Hans-Peter Bartels Mitherausgeber der Zeitung Berliner Republik.
Nach Auffassung von Steinmeier sei aufgrund der Reformpolitik der SPD die „Wirtschaft in Deutschland so wettbewerbsfähig wie nie zuvor. Darum steigen jetzt auch wieder Löhne und Renten“; hingegen sei das Programm der Linkspartei ein „sicherer Weg in die Armut“.
Innenpolitisch erklärt Steinmeier, er befürworte aktuelle SPD-Positionen wie zum Beispiel „Rente mit 67“ und die Ausweitung des Leistungsumfanges der Pflegeversicherung.

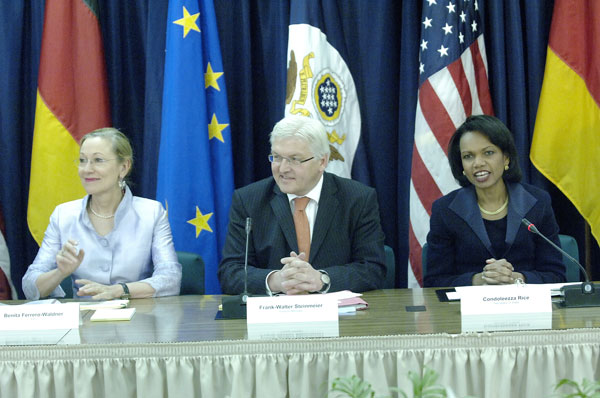
Als Bundesaußenminister auf einem europäisch-amerikanischen Energie-Forum, 2007

Im Bundestagswahlkampf 2009 präsentierte Steinmeier als SPD-Kanzlerkandidat am 2. August vor der Karl-Schiller-Stiftung seinen Deutschland-Plan zur Überwindung der Arbeitslosigkeit bis 2020. Das dazugehörige Dokument, als dessen Autor Steinmeier auftrat, trug den Titel Die Arbeit von morgen. Bis 2020 sollten demnach vier Millionen neue Arbeitsplätze entstehen, davon zwei Millionen in der Industrie, eine Million im Gesundheitsbereich, 500.000 in der Kreativwirtschaft sowie 500.000 in anderen Bereichen wie dem Dienstleistungssektor. Insbesondere der Umbau der Energieversorgung hin zu erneuerbaren Energien, die Förderung der Elektromobilität und Infrastrukturmaßnahmen sollten vorangetrieben werden. Des Weiteren war eine Allianz für den Mittelstand aus Bundesregierung, Wirtschaft, Gewerkschaften und Banken geplant, um den Mittelstand zu fördern. Bis 2020 sollten fünfzig Prozent aller jungen Menschen die Allgemeine Hochschulreife erreichen. Mit einem Gleichbehandlungsgesetz für die Privatwirtschaft sollte die Frauenquote in Aufsichtsräten eingeführt werden, Frauen sollten genauso viel verdienen wie Männer.

### Parteipolitik
Im Sommer 2007 befürwortete Steinmeier eine Kanzlerkandidatur von Kurt Beck, den er als Wunschkandidaten bezeichnete. Zu Becks Rücktritt im September 2008 erklärte Steinmeier hingegen, dass die SPD einen „Neuanfang“ benötige. Steinmeier schlug Franz Müntefering als neuen Parteivorsitzenden vor und erklärte, Beck habe Steinmeier als neuen geeigneten Kanzlerkandidaten vorgeschlagen.

### Sicherheitspolitik

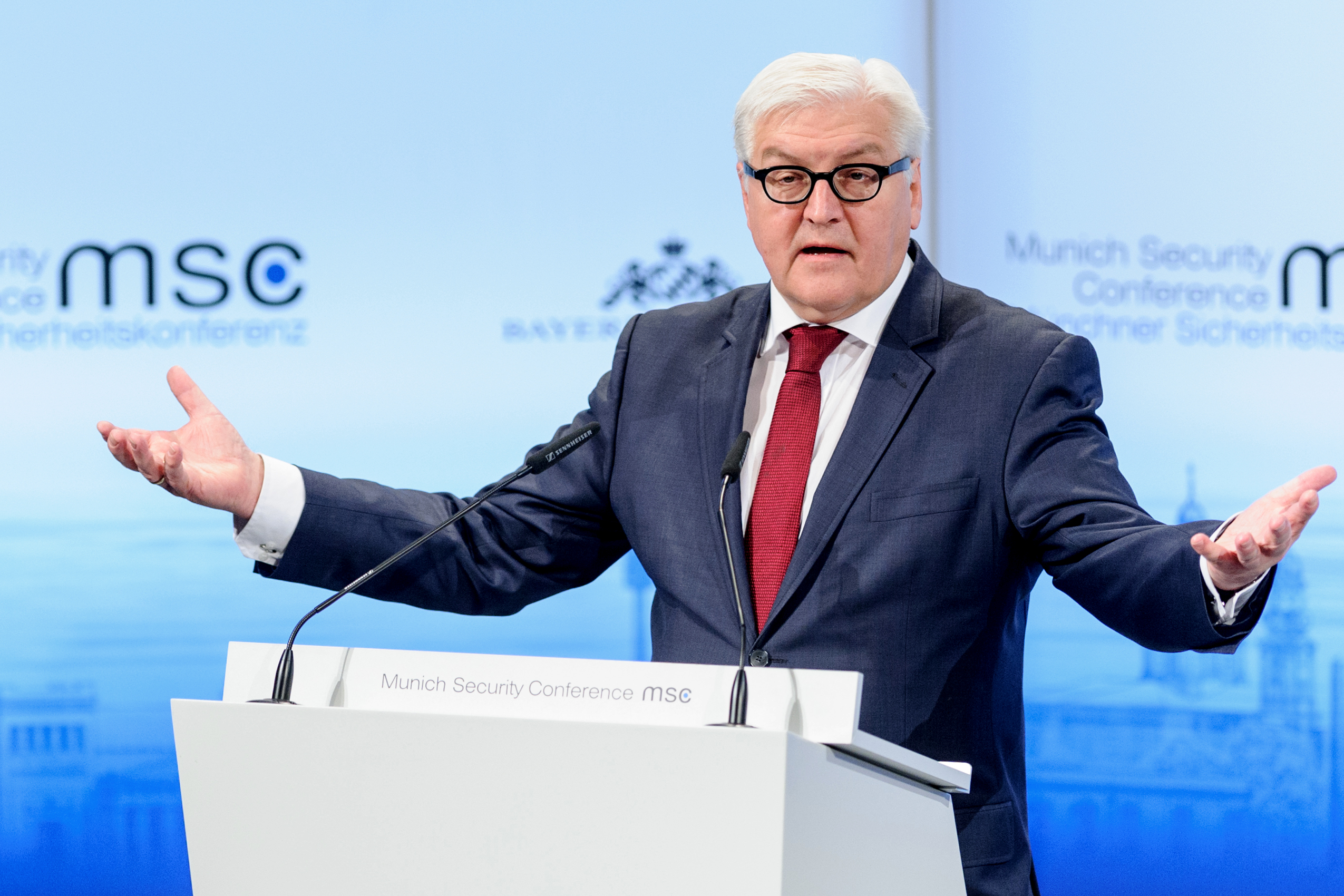
Außenminister Frank-Walter Steinmeier auf der Münchner Sicherheitskonferenz im Februar 2014

Steinmeier hat einen frühen Bundeswehrabzug aus Afghanistan abgelehnt.
Im April 2009 verlangte Steinmeier als Außenminister den Abzug aller US-amerikanischen Atomwaffen in Deutschland.
Steinmeier kritisierte 2016 das Großmanöver Anakonda und „Sabre Strike“ in Polen und den baltischen Staaten als „lautes Säbelrasseln und Kriegsgeheul“. Es sei „fatal“, den Blick auf das Militärische zu verengen und in einer Abschreckungspolitik das Heil zu suchen. „Wer glaubt, mit symbolischen Panzerparaden an der Ostgrenze des Bündnisses mehr Sicherheit zu schaffen, der irrt. (…) Wir sind gut beraten, keine Vorwände für eine neue, alte Konfrontation frei Haus zu liefern.“ Auf die Kritik vor allem aus der CDU und der Grünen hin bekräftigte Steinmeier seine Auffassung, militärische Stärke müsse von Entspannung begleitet werden. „Das ist ein nicht weniger wichtiger Beitrag zur europäischen Sicherheit als der, den andere gegenwärtig betonen und öffentlich zeigen.“
Am 14. Februar 2020 warnte Steinmeier in seiner Rede zur Eröffnung der 56. Münchner Sicherheitskonferenz eindringlich vor wachsendem Nationalismus und kritisierte die Weltmächte. Er erklärte: „In diesem Zeitalter führt uns der Rückzug ins Nationale in eine Sackgasse, in eine finstere Zeit.“ Es sei „brandgefährlich“, wenn weltweit gewachsenes Vertrauen durch einen „Rückfall in das Denken von vorgestern“ aufs Spiel gesetzt werde. Man müsse sich deshalb „weiter um die Schaffung einer übernationalen Rechtsordnung bemühen.“
Als US-Präsident Trump im November 2020 nicht wiedergewählt worden war, schrieb Steinmeier, mit der Rückkehr der USA zu gemeinsamen Idealen biete sich „die Chance, der Erosion der internationalen Ordnung Einhalt zu gebieten.“

### Gesundheitspolitik
Steinmeier regte an, am 18. April 2021 deutschlandweit der Opfer der COVID-19-Pandemie zu gedenken. Beim zentralen Gedenkakt für die Verstorbenen sagte er: „Wir denken heute auch an die Ärztinnen und Ärzte, die Pflegerinnen und Pfleger, die in dieser Zeit Tag und Nacht um jedes Leben kämpfen, oft bis zur völligen Erschöpfung und nicht selten darüber hinaus.“

### Maxime für Privatbeziehungen zwischen Politikern und Wirtschaftsvertretern
Im Rahmen eines Interviews im Dezember 2011 zum Verhalten des damaligen Bundespräsidenten Christian Wulff in der Wulff-Affäre erklärte Steinmeier als Vorsitzender der SPD-Bundestagsfraktion, dass sich unter Menschen aus Politik, Wirtschaft und Verbänden auch private Beziehungen entwickelten und dass dies nichts Kritikwürdiges und „gewiss nicht die Grundlage für amoralisches oder gar rechtswidriges Verhalten“ sei. Dabei gelte jedoch: „Jeder muss dafür sorgen, dass aus Freundschaften und Bekanntschaften keine Abhängigkeiten oder Bereitschaft zu Gefälligkeiten entsteht.“

## Kontroversen

### Murat Kurnaz
Im Falle des im Januar 2002 unschuldig in US-Gefangenschaft geratenen Murat Kurnaz, der bis Oktober 2006 in dem US-amerikanischen Gefangenenlager der Guantanamo Bay Naval Base auf Kuba inhaftiert war, wird Steinmeier vorgeworfen, eine vom Verteidigungsministerium der Vereinigten Staaten und der CIA bereits im September 2002 in Aussicht gestellte mögliche Überstellung des in Deutschland geborenen und aufgewachsenen türkischen Staatsbürgers nicht angenommen zu haben und als politisch direkt Verantwortlicher damit die weitere Inhaftierung von Kurnaz forciert zu haben. Der ihm unterstellte Präsident des Bundesnachrichtendienstes August Hanning hatte sich „für eine Einreisesperre für Deutschland“ gegen Murat Kurnaz ausgesprochen. Der CIA-Sonderausschuss des EU-Parlaments betrachtete es als erwiesen, dass die deutsche Bundesregierung ein solches Angebot zur Freilassung von Murat Kurnaz durch US-Behörden ausgeschlagen habe. In den Fall schaltete sich daher der BND-Untersuchungsausschuss ein, der in seinem Abschlussbericht mit Koalitionsmehrheit feststellte, dass es ein derartiges Freilassungsangebot nicht gegeben habe.

### Irakkrieg
Der BND-Untersuchungsausschuss ging auch der Frage nach, ob die Regierung Schröder 2003 trotz ihrer Ablehnung des Irakkriegs diesen durch eine Kooperation des Bundesnachrichtendiensts (BND) mit US-amerikanischen Stellen unterstützt hat. Steinmeier, damals Beauftragter für die Nachrichtendienste des Bundes, wurde auch wegen dieses Themas bereits mehrfach als Zeuge vor den Untersuchungsausschuss geladen. Einige führende US-Generäle sagten im Dezember 2008, dass BND-Informationen entscheidend für den Kriegsverlauf gewesen seien. Oppositions- und auch Unionspolitiker im Untersuchungsausschuss sehen den Verdacht der wesentlichen Kooperation des BND als erhärtet an, Steinmeier hingegen betrachtet dies als Fehlinformation.

### Dalai Lama
Steinmeier griff Merkel wegen ihres Treffens mit dem Dalai Lama im Jahr 2007 offen an und warf der Bundeskanzlerin vor, mit der öffentlichen Meinung zu spielen, ohne die Wirksamkeit des Treffens im Hinblick auf die Verbesserung der politischen oder religiösen Rechte in China zu berücksichtigen. Im Jahr 2008 weigerte er sich, den Dalai Lama während seines fünftägigen Besuchs zu treffen, mit der Begründung, dass ein solches Treffen die internationalen Bemühungen um einen dauerhaften Kontakt zwischen China und Tibet untergraben könnte. Stattdessen erklärte Steinmeier: „Es gehört eine Menge Mut dazu, sich in diesen Tagen nicht mit dem Dalai Lama zu treffen.“ Diese Erklärung bezeichnete die New York Times als „außerordentlich zynisch“ und warf Steinmeier vor, Geschäftsinteressen über Menschenrechte zu stellen.

### Integrationssong mit Muhabbet
Am 12. November 2007 nahm Steinmeier gemeinsam mit seinem französischen Amtskollegen Bernard Kouchner und dem türkischen Sänger Muhabbet einen Song auf, mit dem für Integration und gegen Gewalt geworben werden sollte. Einen Tag später machte der Sänger Muhabbet nach Darstellung der Fernsehjournalistin Esther Schapira eine radikale Aussage, darauf wurde in den Medien berichtet, dass Muhabbet in seinen frühen Texten nicht nur Kriminalität und Gewalt verherrlicht habe, sondern auch ein Islamist sei, der den Mord an Theo van Gogh verteidigt habe. Der Sänger hat die Anschuldigungen zurückgewiesen und sich von den angeblichen Aussagen distanziert.

### Plagiatsvorwurf durch Uwe Kamenz und VroniPlag Wiki
Am 29. September 2013 berichtete das Magazin Focus, dass Uwe Kamenz, Wirtschaftsprofessor an der Fachhochschule Dortmund, den Verdacht von Plagiaten gegen Steinmeier in dessen Doktorarbeit erhoben hatte. Steinmeier nannte dies einen „absurden Vorwurf“ und bat am Folgetag den Präsidenten der Universität Gießen, Joybrato Mukherjee, um eine „förmliche Überprüfung“. Es kam zu einer Untersuchung auf VroniPlag Wiki. Während dieser wurden für etwa ein Viertel der Seiten (95 von 395) Textstellen dokumentiert, bei denen es sich nach den geltenden Maßstäben um Plagiate, hauptsächlich um sogenannte Bauernopfer, handelt. Trotzdem stellte die Universität das Prüfungsverfahren am 5. November 2013 ein, da sich „der Verdacht auf ein wissenschaftliches Fehlverhalten nicht hinreichend bestätigt“ habe. Es seien „zwar handwerkliche Schwächen […] im Hinblick auf die Zitationspraxis“ festgestellt worden, aber eine Täuschungsabsicht habe sich nicht feststellen lassen. Man könne dem Autor auch nicht vorwerfen, er habe in wesentlichem Umfange getäuscht, was für einen Titelentzug notwendig sei. Der Tagesspiegel zitierte den Vorsitzenden der Kommission zur Sicherung guter wissenschaftlicher Praxis der Universität Gießen, Wolf-Dietrich Walker, im Hinblick auf bei VroniPlag Wiki als Bauernopfer klassifizierte Plagiate, dass das keine Plagiate seien, da der Autor „die Zitate in Anführungszeichen ‚als Hervorhebung‘ verstanden“ habe.

### Datenweitergabe an und Überwachung durch die NSA
Zu Beginn der politischen Aufarbeitung des NSA-Skandals war Steinmeier im August 2013 vorgeworfen worden, dass er als Beauftragter der Bundesregierung für die Nachrichtendienste der rot-grünen Bundesregierung 2002 eine Grundsatzvereinbarung über die Zusammenarbeit zwischen dem Bundesnachrichtendienst (BND) und dem US-amerikanischen Geheimdienst National Security Agency (NSA) zur Überwachung bestimmter Daten der Telekommunikation gebilligt hatte. Steinmeier verteidigte sich damals mit der Angabe, das habe „nichts mit dem Vorwurf zu tun, dass die USA seit 2005 gezielt den Datenverkehr in Deutschland überwachen“. Tatsächlich war aber Steinmeier bis zur Wahl der neuen Regierung unter Angela Merkel im November 2005 Beauftragter für die Nachrichtendienste des Bundes, und die Daten-Weitergabe, indem der Bundesnachrichtendienst einen Datenknoten in Frankfurt anzapfte und Rohdaten an die Amerikaner weiterleitete, erfolgte von 2004 bis 2007. Weder war es dem BND technisch möglich, noch war es seitens der NSA erwünscht, dabei Daten von Bürgern der Bundesrepublik Deutschland zuverlässig von der Weitergabe auszuschließen.
Wie im Mai 2021 bekannt wurde, gehörte Steinmeier in seiner Zeit als Minister unter Merkel zu jenen europäischen Politikern, die von der NSA ausspioniert wurden.

### Ablehnung der Anerkennung des Völkermords an den Armeniern
In der Debatte um Deutschlands Anerkennung des Völkermords an den Armeniern im Rahmen dessen hundertsten Gedenktags trat Steinmeier als Bundesaußenminister 2015/2016 als offensivster Gegner der Anerkennung auf, da diese den Holocaust relativiere. Dies brachte ihm vielerseits Kritik ein, zumal auch Papst Franziskus, der damalige Bundespräsident Gauck und Israels Präsident Reuven Rivlin von Völkermord sprachen. Kurz vor der Abstimmung im Bundestag über die Armenien-Resolution am 2. Juni 2016 kündigte Steinmeier ebenso wie Angela Merkel und Sigmar Gabriel sein Fernbleiben aus Termingründen an, und er blieb ihr auch fern.

### Erdoğan-Treffen der deutschen Fußballnationalspieler
Am 15. Mai 2018 wurde bekannt, dass die zwei türkischstämmigen deutschen Fußballnationalspieler Mesut Özil und Ilkay Gündoğan bei einer türkischen Veranstaltung in London sich mit dem türkischen Staatspräsidenten Recep Tayyip Erdoğan fotografieren ließen und ihm dabei Trikots ihrer englischen Vereine FC Arsenal respektive Manchester City schenkten. Gündoğan hatte auf sein Trikot geschrieben Sayın Cumhurbaşkanım’a saygılarımla (etwa: „mit Respekt für meinen Präsidenten“). Der Deutsche Fußball-Bund (DFB) distanzierte sich von dieser Aktion und auch der türkischstämmige Bundestagsabgeordnete Cem Özdemir (Bündnis 90/Die Grünen) kritisierte Özil und Gündoğan. Fünf Tage später empfing Bundespräsident Frank-Walter Steinmeier die beiden. Am 6. Juni 2018 erklärte Steinmeier, er habe die Fotos der beiden deutschen Nationalspieler kritisch gesehen und sich zunächst gefragt, ob die beiden überrumpelt gewesen seien. Dies habe ihn „ratlos“ gemacht.

### Unterstützung von Anti-Rechts-Konzert in Chemnitz
Nachdem am 25. August 2018 im sächsischen Chemnitz ein 35-jähriger Mann mutmaßlich von mehreren Asylbewerbern getötet worden war, fanden in der Stadt im Nachgang mehrere rechte Demonstrationen statt, bei denen es auch zu Ausschreitungen kam (siehe Ausschreitungen in Chemnitz 2018). Daraufhin initiierte die Chemnitzer Band Kraftklub für den 3. September 2018 ein Konzert gegen Rechts, das von anderen Musikgruppen unterstützt wurde. Auch Bundespräsident Frank-Walter Steinmeier empfahl die Veranstaltung über seine Facebook-Seite „Bundespräsident Frank-Walter Steinmeier“. Da sich unter den unterstützenden Bands auch die Gruppe Feine Sahne Fischfilet befand, die wegen „linksextremistischer Bestrebungen“ mehrere Jahre im Verfassungsschutzbericht des Landes Mecklenburg-Vorpommern Erwähnung fand, wurde Steinmeier von verschiedener Seite kritisiert. So äußerte etwa die CDU-Generalsekretärin Annegret Kramp-Karrenbauer, sie sehe die Empfehlung „sehr kritisch“. Man könne den Rechtsstaat nicht mit Personen verteidigen, „die genau in der gleichen Art und Weise auf Polizeibeamte verbal einprügeln“ wie Rechtsextremisten. Steinmeier verteidigte seine Empfehlung hingegen und erklärte, sich auch zukünftig zu Wort melden zu wollen: „Wenn ich sehe, dass Grundsätzliches ins Rutschen gerät, werde ich mich zu Wort melden und für unsere Grundwerte streiten.“

### Glückwunsch an iranisches Regime
Anlässlich des 40. Jahrestages der islamischen Revolution sandte Steinmeier am 11. Februar 2019 ein Glückwunschtelegramm an den iranischen Präsidenten Hassan Rohani. Aufgrund des iranischen Antisemitismus sowie der Unterstützung des Landes für den internationalen Terrorismus wurde dies von vielen Seiten heftig kritisiert. Der Politikwissenschaftler Hamed Abdel-Samad konfrontierte Steinmeier beim Demokratie-Forum im Schloss Bellevue direkt mit dem Vorwurf, die falschen Signale an das Regime im Iran gesendet zu haben und dadurch die deutschen Werte nicht ernstzunehmen. Fehlende Sensibilität im Umgang mit dem Iran wurde Steinmeier vom Zentralrat der Juden vorgeworfen. Im Iran würden Menschenrechte mit Füßen getreten, außerdem spiele das Land in der Region eine destabilisierende Rolle.
Steinmeier rechtfertigte das Telegramm als „diplomatische Gepflogenheit“.

### Russlandpolitik vor 2022

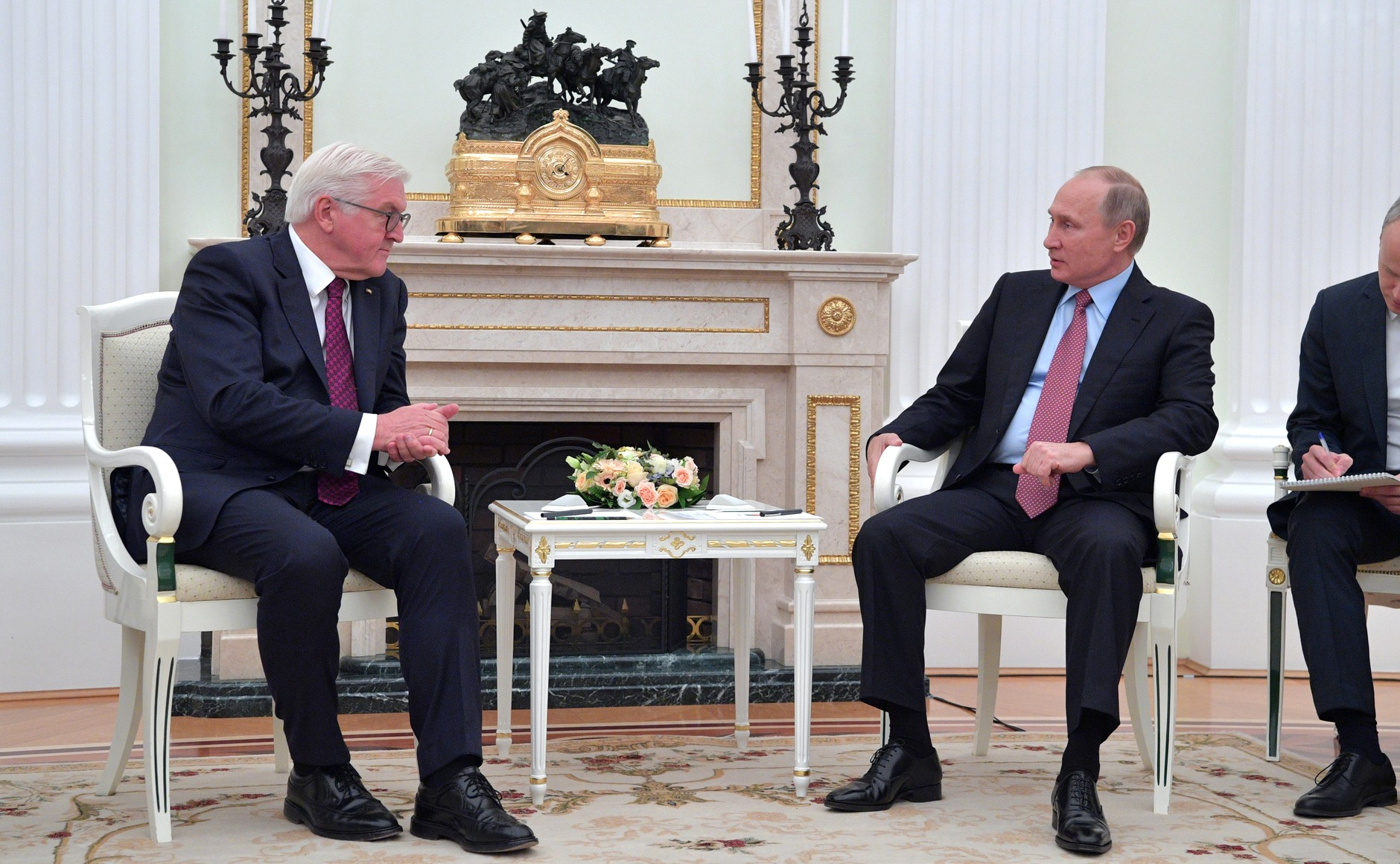
Bundespräsident Steinmeier mit Putin bei einem Besuch in Moskau, 2017

Frank-Walter Steinmeier war in seiner Zeit als Außenminister Architekt einer engen Zusammenarbeit mit Moskau, dem er 2008 eine „Modernisierungspartnerschaft“ anbot, von der er sich eine Liberalisierung Russlands in Richtung einer „offenen Gesellschaft“ versprach. Daran hielt er fest, auch wenn früh Zweifel daran auftauchten, ob eine solche Liberalisierung in Moskau überhaupt gewünscht werde. Der Planungsstab des Ministeriums unter Markus Ederer erfand die Formulierung „Annäherung durch Verflechtung“ – angelehnt an Egon Bahrs berühmte Formel „Wandel durch Annäherung“. Ziel war eine „irreversible“ wirtschaftliche „Verflechtung“ beider Länder. Zweifel aus dem eigenen Hause an Putin wehrte Steinmeier ab. Er glaubte, dass der Wechsel zu Präsident Medwedew diesen tatsächlich zum zukünftig starken Mann in Russland gemacht habe, obgleich Mitarbeiter im Auswärtigen Amt diese Annahme für „absurd“ hielten. Mit der deutschen EU-Ratspräsidentschaft 2007 versuchte er seine Vorstellung von einer Modernisierungspartnerschaft zur Politik der EU zu machen.
Nach Beginn der russischen Invasion 2022 wurde folglich kritisiert, dass Steinmeier zuvor stets für den Dialog mit Russland plädiert habe und Putin vollkommen falsch bewertet hatte. Markus Feldenkirchen in Spiegel Online: „Vielen galt der langjährige Außenminister Steinmeier als chronisch russlandfreundlich und als Putin-Versteher. Fast wie sein früherer Chef Gerhard Schröder – nur ohne Aufsichtsratsvorsitz.“

Markus Decker vom RND verwies darauf, dass Steinmeier als Kanzleramtschef, SPD-Fraktionschef, Außenminister und Bundespräsident die Russlandpolitik von Schröder und Merkel mitgetragen habe. Zwar sei es unfair, jede frühere Bemerkung am Überfall des 24. Februar zu messen; doch als Außenminister kritisierte Steinmeier etwa 2016 ein NATO-Manöver an der NATO-Ostgrenze:
„Was wir jetzt nicht tun sollten, ist durch lautes Säbelrasseln und Kriegsgeheul die Lage weiter anheizen. […] Wer glaubt, mit symbolischen Panzerparaden an der Ostgrenze des Bündnisses mehr Sicherheit zu schaffen, der irrt. Wir sind gut beraten, keine Vorwände für eine neue, alte Konfrontation frei Haus zu liefern.“
 Diese Äußerungen fanden in der russischen Politik Zustimmung, führten außerhalb Russlands aber zu Irritationen und Besorgnis; in Rumänien wurde gefragt, ob Deutschland die NATO-Mitgliedschaft der osteuropäischen Mitglieder in Frage stelle. 2015 hatte sich Steinmeier als Außenminister über öffentliche Warnungen des NATO-Oberkommandierenden Philip Breedlove vor aggressiven russischen Truppenkonzentrationen an der Grenze zur Ukraine beim NATO-Generalsekretär Jens Stoltenberg beschwert, im Kanzleramt war von „Propaganda“ die Rede. Steinmeier sprach sich im selben Jahr bei einem Besuch in Washington gegen die Lieferung von Abwehrwaffen durch die USA an die Ukraine aus, das würde den Konflikt in die „nächste Phase katapultieren“. Nach der Annexion der Krim 2014 durch Russland vertrat er eine Deeskalationsstrategie von Sanktionen und Dialog, wirtschaftliche Sanktionen gegen Russland seien wirksam. Trotz zweifellos rechtswidriger Annexion der Krim müsse man eine unkontrollierbare Eskalation vermeiden; er sei nicht der Meinung, man könne die Bundeswehr in die Ukraine schicken, der „Instrumentenkasten“ sei begrenzt. Eine NATO-Mitgliedschaft der Ukraine schloss er öffentlich ohne Absprache mit dem Kanzleramt aus, schärfere Sanktionen der EU verhinderte er. Eine Föderalisierung der Ostukraine (unter Inkaufnahme, sie damit unter russischen Einfluss zu stellen) unterstützte er hingegen. Im Mai 2015 besuchte er gemeinsam mit dem russischen Außenminister Lawrow in Wolgograd die Gräber im Weltkrieg gefallener deutscher und sowjetischer Soldaten und hielt fest: „Wenn ich eines von hier mitnehme, dann eine noch festere Entschlossenheit, alles Menschenmögliche zu tun, damit es in Europa nie wieder zu Krieg und Vernichtung kommen kann.“ Gerade angesichts des Krieges in der Ukraine sei es ihm wichtig, des Endes des Zweiten Weltkrieges in Russland selbst zu gedenken: „Wir wollen in diesen Tagen des Gedenkens an das Ende des Zweiten Weltkriegs in den Mittelpunkt stellen, was uns verbindet, und nicht das, was uns trennt.“ 2016 kritisierte er das NATO-Manöver Saber Strike, in dem die Verteidigung des Baltikums geübt wurde. Statt primär auf Abschreckung zu setzen, sei es besser, „Russland in eine internationale Verantwortungspartnerschaft einzubinden“; man brauche Moskau im Kampf gegen Islamismus im Nahen Osten und bei der Stabilisierung Libyens wie auch bei der Verhinderung einer iranischen Atombombe. 2021 verteidigte Steinmeier den Bau der Nordstream-Pipeline damit, „dass die Energiebeziehungen fast die letzte verbliebene Brücke zwischen Russland und Europa seien. Er wies darauf hin, dass Deutschland dabei auch die historische Dimension im Blick behalten müsse und erinnerte an den Überfall Nazideutschlands auf die Sowjetunion, der sich am 22. Juni zum 80. Mal jährte.“
Der ukrainische Botschafter Andrij Melnyk fand am 3. April 2022, dass Steinmeier Russland zu nahe stehe: „Für Steinmeier war und bleibt das Verhältnis zu Russland etwas Fundamentales, ja Heiliges, egal was geschieht, auch der Angriffskrieg spielt da keine große Rolle.“ Steinmeier scheine Putins Gedanken zu teilen, dass die Ukrainer kein Völkerrechtssubjekt seien. Seit Jahrzehnten habe Steinmeier „ein Spinnennetz der Kontakte mit Russland geknüpft“. Er sei mitschuldig daran, dass Deutschland zu viele Eigeninteressen gegenüber Russland habe, was Gas, Öl und Kohle angehe. Melnyk kritisierte auch weitere Politiker der Ampelkoalition.
Nachdem Steinmeier 2013 zum zweiten Mal Außenminister geworden war, habe er seine Politik der ersten Amtszeit fortgesetzt, so Bingener und Wehner. In seiner Rede zur Amtsübergabe am 17. Dezember 2013 sagte er: Es gehe ihm um eine Zusammenarbeit und eine gemeinsame Zukunft mit Russland. Deutschland und Russland sollten nicht nur durch die Wirtschaft, sondern auch durch gemeinsame Grundüberzeugungen verbunden werden. Bingener und Wehner schreiben, dass Steinmeier Putin für rational und zugänglich gehalten habe. Auch aus der Krimannexion vom Februar 2014 habe Steinmeier keine Konsequenzen gezogen. Der Logik Putins, in der es nur Gewinnen und Verlieren gebe, sei Steinmeier nicht entschlossen entgegengetreten. Bingener und Wehner kommentieren in Die Moskau-Connection:

„Auch deshalb ist er in Moskau wohlgelitten. Er ist ein eher ängstlicher Mensch. Während sein Vorgänger Joschka Fischer mit dem russischen Außenminister Sergei Lawrow spielend zurechtkam und dessen Suaden oft unterbrach, kommt Steinmeier gegenüber Lawrow schwer zu Wort. Der ‹liebe Sergei›, wie Steinmeier ihn mitunter nennt, ist zu seinen Gesprächspartnern oft hart und verletzend. Beim deutschen Außenminister hat er das nicht nötig.“

### Russlandpolitik seit Februar 2022
Bei seiner Wiederwahl als Bundespräsident am 13. Februar 2022 appellierte Steinmeier ausdrücklich an Wladimir Putin, dieser solle „die Schlinge um den Hals der Ukraine“ lösen. Der russische Truppenaufmarsch sei eine Bedrohung der Ukraine. Er solle die Stärke der Demokratie nicht unterschätzen. Nach dem Beginn des russischen Überfalls auf die Ukraine begrüßte Steinmeier ukrainische Flüchtlingskinder in Berlin und prangerte den „grausamen Krieg“ von „Putins Armee“ an.
Zu einem Eklat kam es am 27. März 2022, als Bundespräsident Steinmeier zu einem Konzert mit Künstlern ukrainischer, russischer und anderer Nationalität einlud und der damalige Botschafter Melnyk die Einladung demonstrativ ausschlug. Das Konzert im Schloss Bellevue sollte Solidarität mit der Ukraine ausdrücken. Melnyk klagte, es seien nur russische Solisten eingeladen gewesen. Ukrainer hätten im Krieg „keinen Bock auf ‚große russische Kultur‘“. Die Sprecherin des Bundespräsidenten, Cerstin Gammelin, antwortete ihm, es seien auch ukrainische Musiker beteiligt, und im Zentrum des Programms stehe ein geflüchteter ukrainischer Komponist, Walentyn Sylwestrow. Daraufhin hielt Melnyk ihr einen Tweet neun Tage vor dem Beginn des Überfalls vor: Gammelin hatte Verständnis dafür geäußert, dass Russland sich vom Westen bedroht fühlt.
Stephan-Andreas Casdorff urteilte im Tagesspiegel, wichtiger als der Eklat sei die Frage, warum die deutsche Politik Putin so lange vertrauen wollte. Der ehemalige Außenminister Steinmeier solle vorbildhaft sein eigenes Tun rückblickend in Frage stellen. Robert Roßmann kritisierte in der Süddeutschen Zeitung, wie Steinmeier fast 15 Jahre lang die Russlandpolitik mitbestimmte und sich jetzt wegducke, wenn es um seine Mitverantwortung gehe.
Im April 2022 erkannte Steinmeier in mehreren Interviews an, dass die deutsche Ostpolitik, Russland in eine gemeinsame europäische Sicherheitsstruktur einzubeziehen, gescheitert sei. Sein Festhalten an Nord Stream 2 sei ein Fehler gewesen. Er habe nicht geglaubt, dass Putin „den kompletten wirtschaftlichen, politischen und moralischen Ruin seines Landes für seinen imperialen Wahn in Kauf nehmen würde“. Darin habe er sich „wie andere auch, geirrt“. Eine Lehre sei außerdem, dass die außenpolitische Philosophie des „Wandel durch Handel“ im Umgang mit Autokratien „nicht trägt“ bzw. dass wirtschaftliche und wissenschaftliche Beziehungen Dinge nicht „automatisch zum Besseren wenden“. Nach dem Krieg werde man mit Putins Russland nicht zum vorherigen Zustand zurückkehren.
Nach einem Besuch beim polnischen Präsidenten Andrzej Duda am 12. April 2022 wollte Steinmeier mit Duda sowie den Staatsoberhäuptern von Estland (Alar Karis), Lettland (Egils Levits) und Litauen (Gitanas Nausėda) zu einem von Duda angeregten Besuch zum ukrainischen Präsidenten Wolodymyr Selenskyj nach Kiew reisen, um „ein starkes Zeichen der europäischen Solidarität mit der Ukraine zu senden und zu setzen“. Noch am selben Tag teilte man von ukrainischer Seite mit, dass Steinmeier „momentan nicht willkommen“ sei, was mit Steinmeiers Russlandpolitik begründet wurde. Die Reise wurde ohne Steinmeier angetreten, der zurück nach Berlin flog. Die Ukraine lud stattdessen Olaf Scholz nach Kiew ein. Die Reaktionen fielen unterschiedlich aus.
Der Schriftsteller Marko Martin hielt Steinmeier bei einer Rede in Schloss Bellevue im November 2024 seine Verfehlungen in der Russlandpolitik vor. Steinmeier reagierte laut Martin nach der Veranstaltung mit einem Wutausbruch.

## Besuch in Yad Vashem 2020

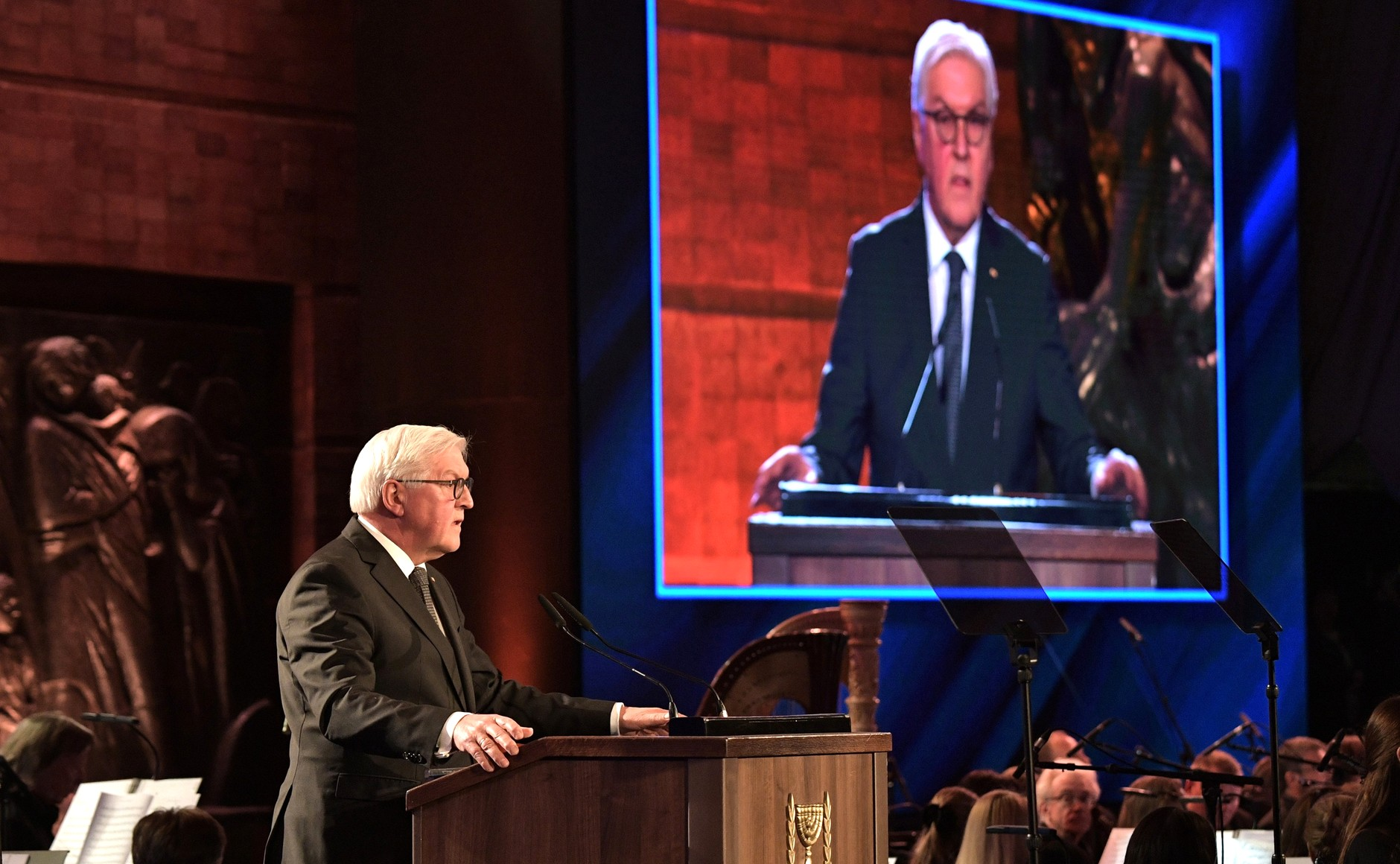
Bundespräsident Frank-Walter Steinmeier bei der zentralen Gedenkveranstaltung zum 5. World Holocaust Forum am 23. Januar 2020 in Jerusalem

Als erstes deutsches Staatsoberhaupt sprach Bundespräsident Frank-Walter Steinmeier in Yad Vashem, bei der zentralen Gedenkveranstaltung zum 5. World Holocaust Forum am 23. Januar 2020 in Jerusalem. Er begann seine Rede auf Hebräisch mit dem Segensspruch Schehechejanu: „Gepriesen sei der Herr, […] dass er mich heute hier sein lässt.“ Der Bundespräsident bekannte sich, aus Rücksicht auf die Holocaust-Überlebenden im Publikum auf Englisch, zu der deutschen Schuld am Holocaust und versicherte den Schutz jüdischen Lebens: „Wir bekämpfen den Antisemitismus! Wir trotzen dem Gift des Nationalismus! Wir schützen jüdisches Leben! Wir stehen an der Seite Israels! Dieses Versprechen erneuere ich hier in Yad Vashem vor den Augen der Welt.“ Allerdings beklagte er auch den erstarkenden Antisemitismus in Deutschland: „Die bösen Geister zeigen sich heute in neuem Gewand. Mehr noch: Sie präsentieren ihr antisemitisches, ihr völkisches, ihr autoritäres Denken als Antwort für die Zukunft, als neue Lösung für die Probleme unserer Zeit. Ich wünschte, sagen zu können: Wir Deutsche haben für immer aus der Geschichte gelernt. Aber das kann ich nicht sagen, wenn Hass und Hetze sich ausbreiten.“
Wegen seiner Bezeichnung der deutschen Sprache als Sprache der Nationalsozialisten („Sprache der Täter“) wurde Steinmeier kritisiert, so etwa in einem Kommentar in Spiegel Online.

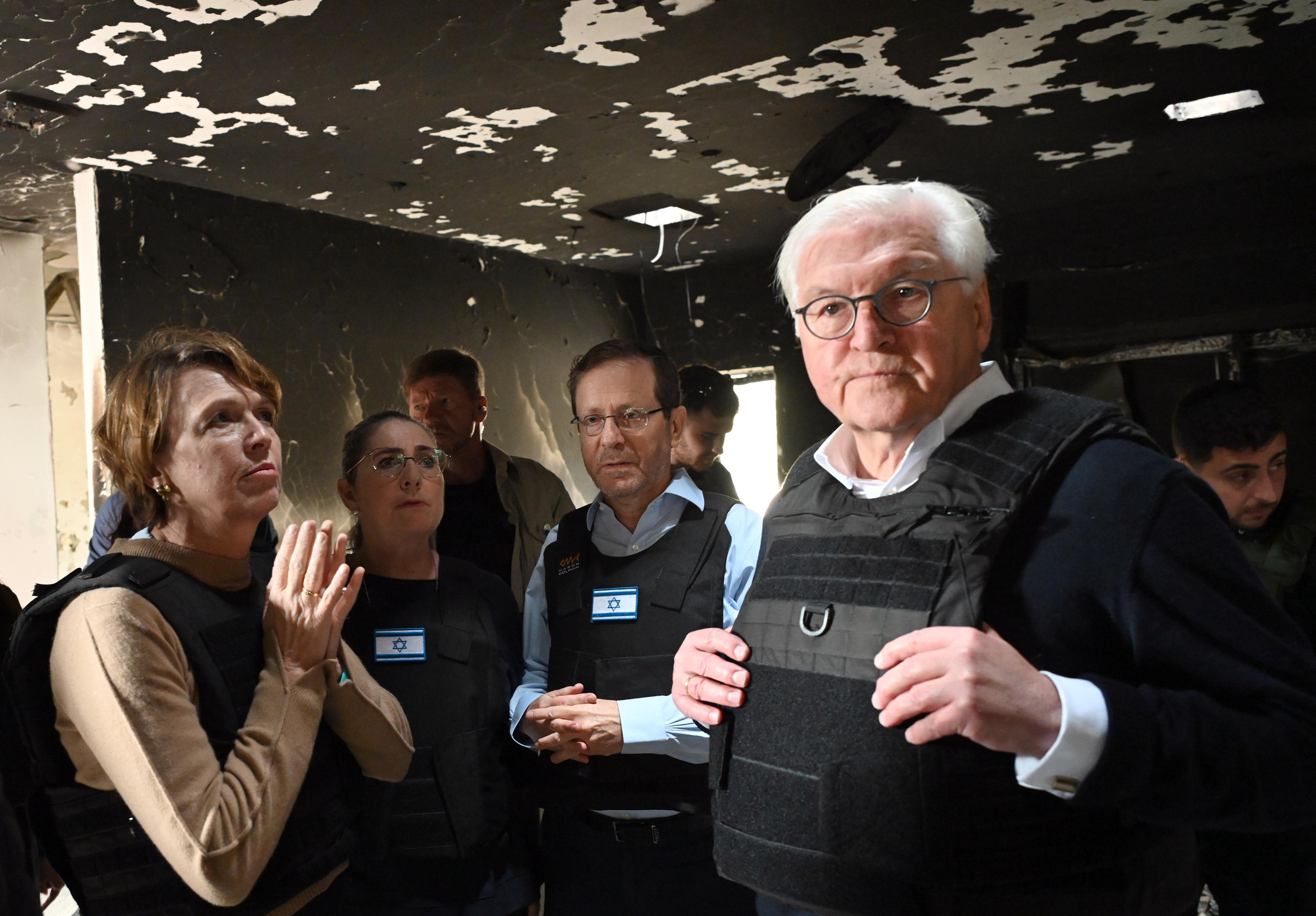
Steinmeier mit dem israelischen Präsidenten Jitzchak Herzog bei seinem Besuch am 27. November 2023 in dem zuvor von der Hamas überfallenen und zerstörten Kibbuz Be’eri; Steinmeier kündigte hier einen deutschen Beitrag von 7 Millionen Euro für den Wiederaufbau eines Kulturzentrums und eines Begegnungszentrums für Senioren an

## Auszeichnungen (Auswahl)
- Großkreuz des Verdienstordens der Italienischen Republik (2006)
- Großkreuz des norwegischen Verdienstordens
- Großkreuz des portugiesischen Verdienstordens (2009)
- Ehrendoktorwürde der Uralischen Föderalen Universität, Jekaterinburg (2010, Rückgabe im März 2022)[197][198]
- Ehrendoktorwürde der Hebräischen Universität Jerusalem (2015)
- Ehrendoktorwürde der Universität Piräus (2015)[199]
- Ehrenbürger von Hermannstadt (2015)[200]
- Ehrenbürger von Reims (2015)[201]
- Großes Goldenes Ehrenzeichen am Bande für Verdienste um die Republik Österreich (2016; entspricht einem Großkreuz 1. Klasse)
- Toleranzpreis der Evangelischen Akademie Tutzing (2016)
- Ehrendoktor der Fakultät für Kulturwissenschaften der Universität Paderborn für seine Verdienste bei der Förderung deutscher Auslandsinstitute und des UNESCO-Weltkulturerbes sowie beharrlicher Einsatz für interkulturelle Verständigung (2016)[202]
- Großoffizier der Ehrenlegion der Französischen Republik (2017)[203]
- Sonderstufe des Großkreuzes des Verdienstordens der Bundesrepublik Deutschland (2017; mit Amtsantritt als Bundespräsident)
- Ehrendoktorwürde der Libanesischen Universität, Beirut (2018)[204]
- Großkreuz des Ordens der Weißen Rose (2018)
- Collane des Falkenordens (2019)
- Leo-Baeck-Medaille (2021)
- Ehrenbürger der Stadt Berlin (2021)
- Ritter des Elefanten-Ordens (2021)[205]
- Ehrenbürger von Mexiko-Stadt (2022)[206]
- Collane des Ordens de Isabel la Católica (2022)
- Orden für außergewöhnliche Verdienste der Republik Slowenien (2022)[207]
- Henry-Kissinger-Preis der American Academy in Berlin (2022)[208]
- Honorary Knight Grand Cross des Order of the Bath (2023)[209]

## Trivia
Steinmeier hatte in Stromberg – Der Film einen kurzen Auftritt, in dem er sich selbst spielt, jedoch von Stromberg als Steinbrück bezeichnet wird.
Steinmeier war der erste deutsche Bundespräsident, der einem homosexuellen Künstler und Aktivisten (Rosa von Praunheim) öffentlich für sein queeres Engagement und Wirken dankte.

## Schriften (Auswahl)
- Bürger ohne Obdach. Zwischen Pflicht zur Unterkunft und Recht auf Wohnraum. Tradition und Perspektiven staatlicher Intervention zur Verhinderung und Beseitigung von Obdachlosigkeit. VSH-Verlag Soziale Hilfe, Bielefeld 1992, ISBN 3-923074-32-8 (Dissertation Universität Gießen 1991 unter dem Titel: Tradition und Perspektiven staatlicher Bürger ohne Obdach: zwischen Pflicht zur Unterkunft und Recht auf Wohnraum. Tradition und Perspektiven staatlicher Intervention zur Verhinderung und Beseitigung von Obdachlosigkeit. XIII, 444 Seiten, 21 cm).
- mit Helmut Ridder, Michael Breitbach und Ulli Rühl (Hrsg.): Versammlungsrecht. Kommentar. Nomos, Baden-Baden 1992, ISBN 3-7890-2519-4.
- mit Matthias Machnig (Hrsg.): Made in Germany ’21. Mit einem Vorwort von Gerhard Schröder. Hoffmann und Campe, Hamburg 2004, ISBN 3-455-10417-7.
- mit Wolf Kloss (Fotos): Westfälisch genießen: Potthucke, Pumpernickel und Pättkestouren. Kostproben westfälischer Lebensart. Kock, Bielefeld 2007, ISBN 978-3-921991-21-3.
- mit Jürgen Habermas: European Prospects / Europäische Perspektiven. Klartext, Essen 2008, ISBN 978-3-89861-964-6.
- Mein Deutschland. Wofür ich stehe. In Zusammenarbeit mit Thomas E. Schmidt. Bertelsmann, München 2009, ISBN 978-3-570-01114-0.
- mit Dieter Deiseroth, Peter Derleder, Christoph Koch (Hrsg.): Helmut Ridder. Gesammelte Schriften. Nomos, Baden-Baden 2010, ISBN 978-3-8329-4520-6.
- zusammen mit Dieter Hart, Franz Müntefering (Hrsg.): Liber amicorum Volker Kröning zum 70. Geburtstag am 15. März 2015. Nomos Verlag, Baden-Baden 2015, ISBN 978-3-8487-1687-6.
- Flugschreiber. Notizen aus der Außenpolitik in Krisenzeiten. Propyläen, Berlin 2016, ISBN 978-3-549-07481-7.
- Europa ist die Lösung. Churchills Vermächtnis. Ecowin, Wals bei Salzburg 2016, ISBN 978-3-7110-0119-1.
- Breaches and Bridges: German Foreign Policy in Turbulent Times (GIGA Distinguished Speaker Lecture). WSPC Europe, London 2017, ISBN 978-1-78634-365-9.
- Es lebe unsere Demokratie! Der 9. November 1918 und die deutsche Freiheitsgeschichte. Siedler, München 2018, ISBN 978-3-8275-0127-1.
- (Hrsg.): Wegbereiter der deutschen Demokratie. 30 mutige Frauen und Männer 1789–1918. Beck, München 2021, ISBN 978-3-406-77740-0 (Inhaltsverzeichnis).
- Wir. Suhrkamp, Berlin 2024, ISBN 978-3-518-43215-0.